# Ludolf Herrmann
Ludolf Herrmann (* 17. September 1936 in Hirschberg im Riesengebirge, Niederschlesien; † 10. Februar 1986 in Bonn) war ein deutscher Journalist und Redakteur.

## Leben
Der Sohn eines Lehrers und Kantors studierte nach dem Abitur Theologie und Philosophie an der Universität Bonn. Bereits während des Studiums betätigte er sich journalistisch, unter anderem als Autor und Redakteur für die Zeitschrift der Katholischen Deutschen Studenten-Einigung sowie als Pressereferent des Verbands Deutscher Studentenschaften. In dieser Zeit wurde der damalige CDU-Generalsekretär Bruno Heck auf ihn aufmerksam und holte ihn 1968 als Büroleiter ins Konrad-Adenauer-Haus.
1972 trat Herrmann als Leiter des Politikressorts in die Redaktion der konservativen Wochenzeitung Deutsche Zeitung – Christ und Welt ein und wurde ein Jahr später Chefredakteur. Nach Übernahme der Zeitung durch den Rheinischen Merkur leitete er 1980 vorübergehend auch die vereinigte Redaktion des neuen Blattes, bevor er im Juni desselben Jahres zum Verlag Gruner + Jahr wechselte und dort als Nachfolger von Johannes Gross die Chefredaktion des in Köln erscheinenden Wirtschaftsmagazins Capital übernahm. Außerdem war Herrmann langjähriger Chefredakteur der CDU-nahen Monatsschrift Die Politische Meinung.
Herrmann galt als meinungsstarker und streitbarer Konservativer, der sich in seinen Kommentaren und Büchern für die von Helmut Kohl propagierte „geistig-moralische Wende“ einsetzte. Aufsehen erregten insbesondere seine Polemiken gegen die damalige Friedensbewegung. So bezeichnete er im Oktober 1981 in einem Gastkommentar für den Bayerischen Rundfunk Bonner Friedensdemonstranten als „kleine, rachitische Seelen“ in „pickeligen Körpern“. Kritiker sprachen daraufhin in der Presse von einer „unangenehmen Nähe zur Sprache des nationalsozialistischen Stürmer“.
Am 10. Februar 1986 verstarb Ludolf Herrmann an den Folgen einer Krebserkrankung. Er ist auf dem Burgfriedhof in Bonn-Bad Godesberg bestattet. Die Trauerrede hielt Pater Heinrich Basilius Streithofen, mit dem Herrmann befreundet war.